# Buurtjeskerk
De Buurtjeskerk of Het Kerkje, is een gebouw in de buurtschap Kerkbuurt, in het Noord-Hollandse dorp Andijk. Het gebouw betreft het voormalige kerkgebouw van de hervormde kerk van Kerkbuurt.

## Geschiedenis
De Buurtjeskerk werd gebouwd in 1667 en is een van de oudste gebouwen van Andijk. Een ruime eeuw na het bouwjaar van de kerk werd in 1791 aan de noordzijde van het gebouw een uitbreiding gerealiseerd. In 1844 en in 2003 werd het gebouw gerestaaureerd. 2001. In 1968 werd de kerk voor de eredienst gesloten. Na een renovatie in 2003 werd het gebouw omgevormd tot restaurant 'Het Kerkje'. Het fungeert tevens als trouwlocatie.

## Beschrijving
De entree van het gebouw bevindt zich in de voorgevel aan de westzijde. In het midden van de geveltop, recht boven de toegangsdeur is een raam aangebracht met ter weerszijden ervan aan de onderzijde, muurankers die het stichtingsjaar 1667 vermelden. Op het dak aan de westzijde staat een groen gekleurde dakruiter met uurwerk en bekroond met een torenspits. Dit torentje dateert uit 1761. Vanwege geluidshinder voor de buurt zijn uurwerk met klok buiten bedrijf gesteld. In de langgerekte zijgevel aan de zuidzijde bevinden zich zes boogvensters en de oostkant een rond venster en een toegangsdeur. Deze zuidgevel was, volgens Van den Berg, in 1955 nog authentiek.

## Afbeeldingen

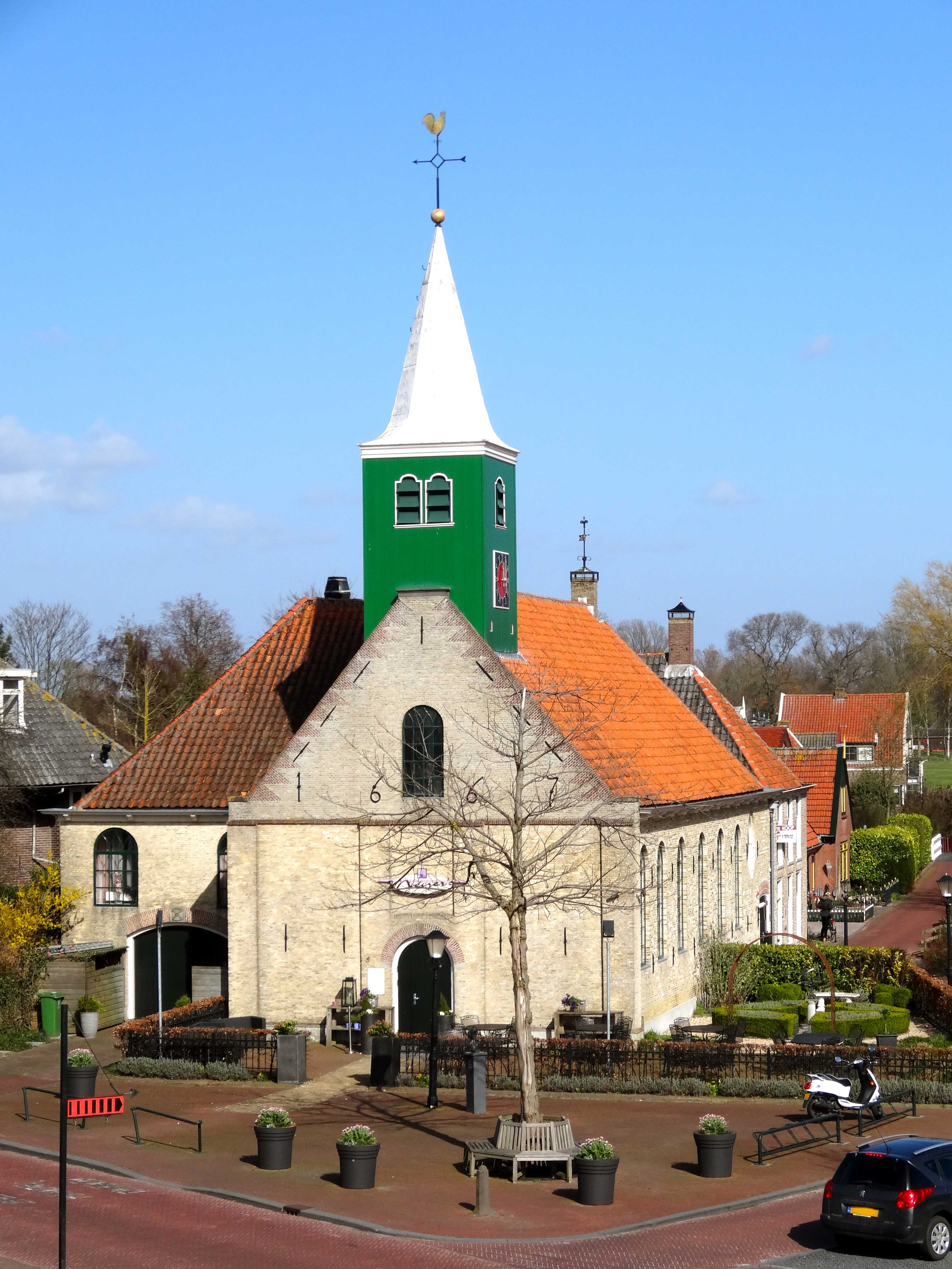
Vooraanzicht (2013)
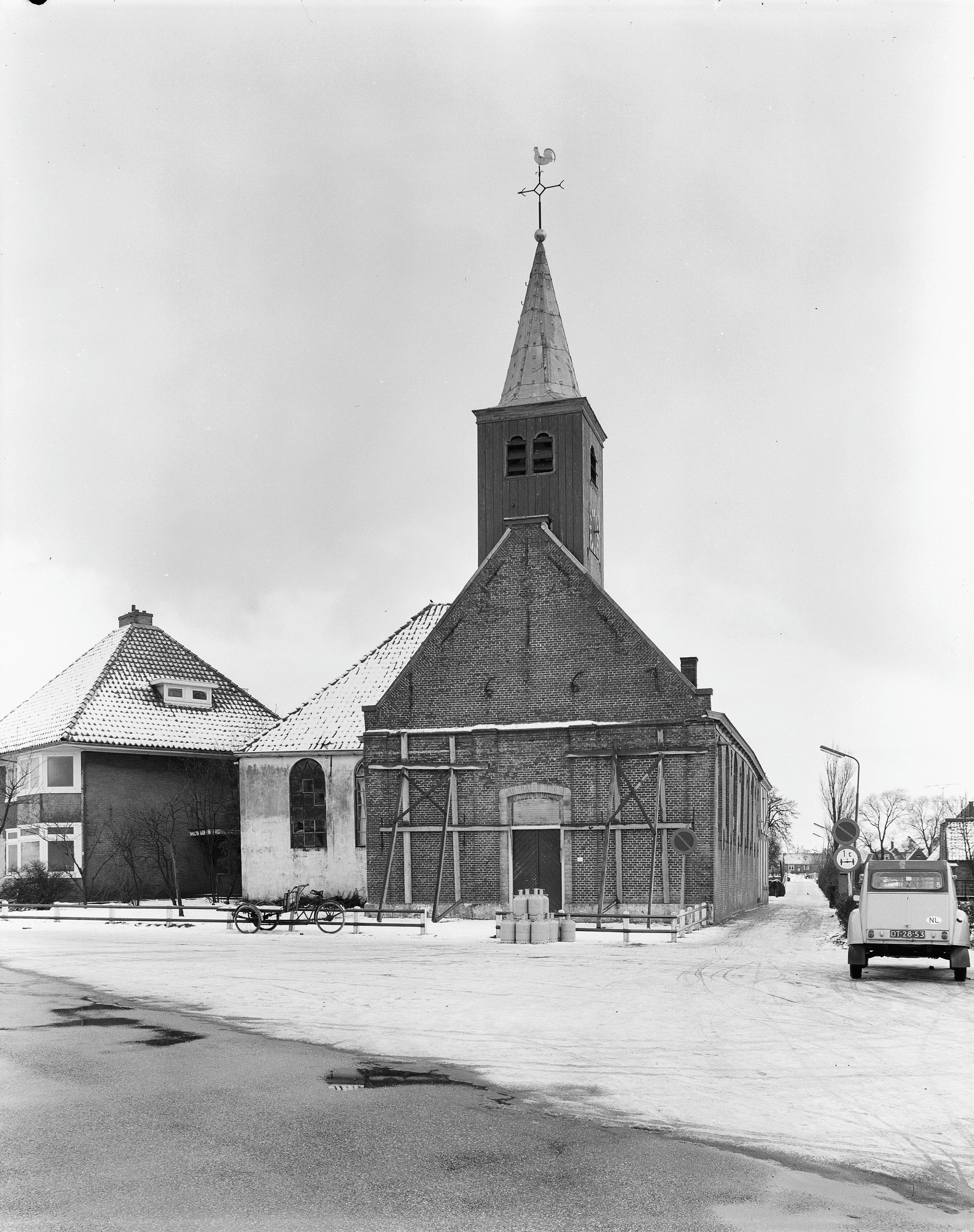
Westgevel (1968)